# Памятник Андрею Бочвару
Па́мятник Андре́ю Бо́чвару — памятник учёному-металловеду Андрею Бочвару. Открыт 1 марта 1977 года на территории Всероссийского НИИ неорганических материалов, носящего его имя. Авторами проекта являются скульптор Николай Никогосян и архитектор Т. А. Никогосян.
Бронзовый бюст учёного установлен на гранитный постамент, на котором изображены позолоченные орден Ленина и две медали «Серп и молот». Ниже выбита надпись: «Герой Социалистического Труда академик Бочвар Андрей Анатольевич. За исключительные заслуги в развитии науки и техники указом Президиума Верховного Совета СССР от 4 января 1954 года награждён второй золотой медалью „Серп и Молот“».